# Espenel
Espenel est une commune française située dans le département de la Drôme, en région Auvergne-Rhône-Alpes.

## Géographie

### Localisation
Espenel est située à 20 km à l'est de Crest et à 19 km au sud-ouest de Die.
Elle est aisément accessible par la RD 93, qui passe sur la rive opposée de la Drôme. La ligne de Livron à Aspres-sur-Buëch traverse le territoire communal sans s'y arrêter depuis la fermeture de la gare du Pont-d'Espenel. La station de chemin de fer la plus proche est la gare de Saillans desservie par les trains TER PACA et TER Auvergne-Rhône-Alpes de la relation de Gap ou Briançon à Romans - Bourg-de-Péage.

### Communes limitrophes
Les communes limitrophes sont  Aurel, Chastel-Arnaud, Saillans, Saint-Benoit-en-Diois et Vercheny.

### Géologie et relief
Le point culminant est la Serre de l'Aup (1 195 m).

### Hydrographie
La commune est traversée par la Drôme, ainsi que par l'un de ses affluents, la Roanne, qui rejoint son cours à Espenel.
La Drôme est elle-même l'un des affluents du fleuve le Rhône.

### Climat
Pour des articles plus généraux, voir Climat d'Auvergne-Rhône-Alpes et Climat de la Drôme.
En 2010, le climat de la commune est de type climat méditerranéen altéré, selon une étude du CNRS s'appuyant sur une série de données couvrant la période 1971-2000. En 2020, Météo-France publie une typologie des climats de la France métropolitaine dans laquelle la commune est exposée à un climat de montagne ou de marges de montagne et est dans la région climatique Alpes du sud, caractérisée par une pluviométrie annuelle de 850 à 1 000 mm, minimale en été.
Pour la période 1971-2000, la température annuelle moyenne est de 12,5 °C, avec une amplitude thermique annuelle de 17,1 °C. Le cumul annuel moyen de précipitations est de 1 041 mm, avec 8,3 jours de précipitations en janvier et 5,1 jours en juillet. Pour la période 1991-2020, la température moyenne annuelle observée sur la station météorologique de Météo-France la plus proche, « Beaufort-S-Gervanne », sur la commune de Beaufort-sur-Gervanne à 13 km à vol d'oiseau, est de 12,8 °C et le cumul annuel moyen de précipitations est de 936,4 mm,. Pour l'avenir, les paramètres climatiques de la commune estimés pour 2050 selon différents scénarios d'émission de gaz à effet de serre sont consultables sur un site dédié publié par Météo-France en novembre 2022.

## Urbanisme

### Typologie
Au 1er janvier 2024, Espenel est catégorisée commune rurale à habitat dispersé, selon la nouvelle grille communale de densité à 7 niveaux définie par l'Insee en 2022.
Elle est située hors unité urbaine. Par ailleurs la commune fait partie de l'aire d'attraction de Die, dont elle est une commune de la couronne,. Cette aire, qui regroupe 27 communes, est catégorisée dans les aires de moins de 50 000 habitants,.

### Occupation des sols
L'occupation des sols de la commune, telle qu'elle ressort de la base de données européenne d’occupation biophysique des sols Corine Land Cover (CLC), est marquée par l'importance des forêts et milieux semi-naturels (84,4 % en 2018), une proportion sensiblement équivalente à celle de 1990 (84,5 %). La répartition détaillée en 2018 est la suivante : 
forêts (74,4 %), zones agricoles hétérogènes (12,9 %), milieux à végétation arbustive et/ou herbacée (9,4 %), cultures permanentes (2,8 %), espaces ouverts, sans ou avec peu de végétation (0,6 %). L'évolution de l’occupation des sols de la commune et de ses infrastructures peut être observée sur les différentes représentations cartographiques du territoire : la carte de Cassini (XVIIIe siècle), la carte d'état-major (1820-1866) et les cartes ou photos aériennes de l'IGN pour la période actuelle (1950 à aujourd'hui).

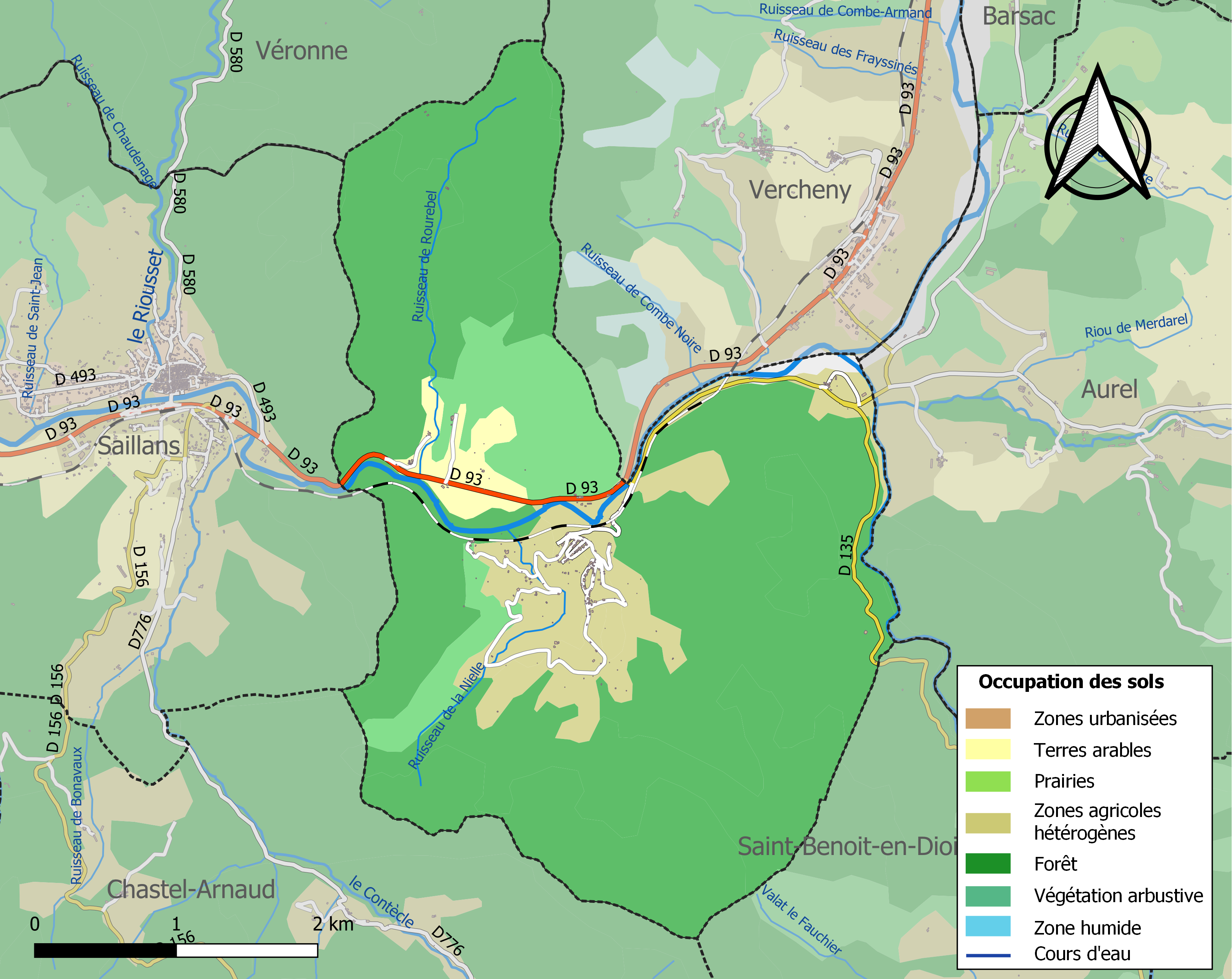
Carte des infrastructures et de l'occupation des sols de la commune en 2018 (CLC).

### Habitat et logement
En 2018, le nombre total de logements dans la commune était de 119, alors qu'il était de 106 en 2013 et de 101 en 2008.
Parmi ces logements, 68,1 % étaient des résidences principales, 30,3 % des résidences secondaires et 1,7 % des logements vacants. Ces logements étaient pour 88,2 % d'entre eux des maisons individuelles et pour 10,1 % des appartements.
Le tableau ci-dessous présente la typologie des logements à Espenel en 2018 en comparaison avec celle du Drôme et de la France entière. Une caractéristique marquante du parc de logements est ainsi une proportion de résidences secondaires et logements occasionnels (30,3 %) très supérieure à celle du département (8 %) et à celle de la France entière (9,7 %). Concernant le statut d'occupation de ces logements, 65,4 % des habitants de la commune sont propriétaires de leur logement (69,1 % en 2013), contre 61,9 % pour le Drôme et 57,5 % pour la France entière.
| Typologie                                               | Espenel | Drôme | France entière |
| ------------------------------------------------------- | ------- | ----- | -------------- |
| Résidences principales (en %)                           | 68,1    | 83,3  | 82,1           |
| Résidences secondaires et logements occasionnels (en %) | 30,3    | 8     | 9,7            |
| Logements vacants (en %)                                | 1,7     | 8,6   | 8,2            |

## Toponymie
Dictionnaire topographique du département de la Drôme :
- 1179 : mention du prieuré : Ecclesia de Espenel (cartulaire de Saint-Chaffre, 33).
- 1210 : Castrum de Spennel (cartulaire de Die, 21).
- 1234 : Espinel (hommage de G. de la Roche au comte de Valentinois).
- 1259 : Il. des Penel (cartulaire de Léoncel, 194).
- 1332 : Espenellum (Gall. christ., XVI, 130).
- 1340 : Expenellum (archives de la Drôme, E 457).
- XIVe siècle : mention du prieuré : Prior de Espinello (pouillé de Die).
- 1509 : mention de l'église Sainte-Anne : Ecclesia parrochialis Sancte Anne de Espenello (visite épiscopale).
- 1521 : mention du prieuré : Prior de Espenello (pouillé de Die).
- 1598 : Hespenel (correspondance de Lesdiguières, I, 329).
- 1891 : Espenel, commune du canton de Saillans.

## Histoire
Les seigneuries :
- Terre du comté de Diois.
- Début XIVe siècle : possédée indivisément par les Bordon, les Liotard et les Spaliard.
- 1528 : possession des Derbon (Darbon) pour un tiers, et des Grammont pour deux tiers. Ce sont les derniers seigneurs

### Temps modernes
XVIe siècle : la commune est ravagée par la lèpre et la peste.
Avant 1790, Espenel était une communauté de l'élection de Montélimar, subdélégation et sénéchaussée de Crest, formant une paroisse du diocèse de Die, dont l'église sous le vocable de Saint-Pierre (et auparavant sous celui de Sainte-Anne, était celle d'un prieuré de l'ordre de Saint-Benoit, filiation de Saint-Chaffre, qui fut uni vers le milieu du XVIe siècle au chapitre de Saint-Sauveur de Crest, lequel a été, de ce chef, collateur et décimateur dans cette paroisse jusqu'à la Révolution.

### Révolution française et Empire

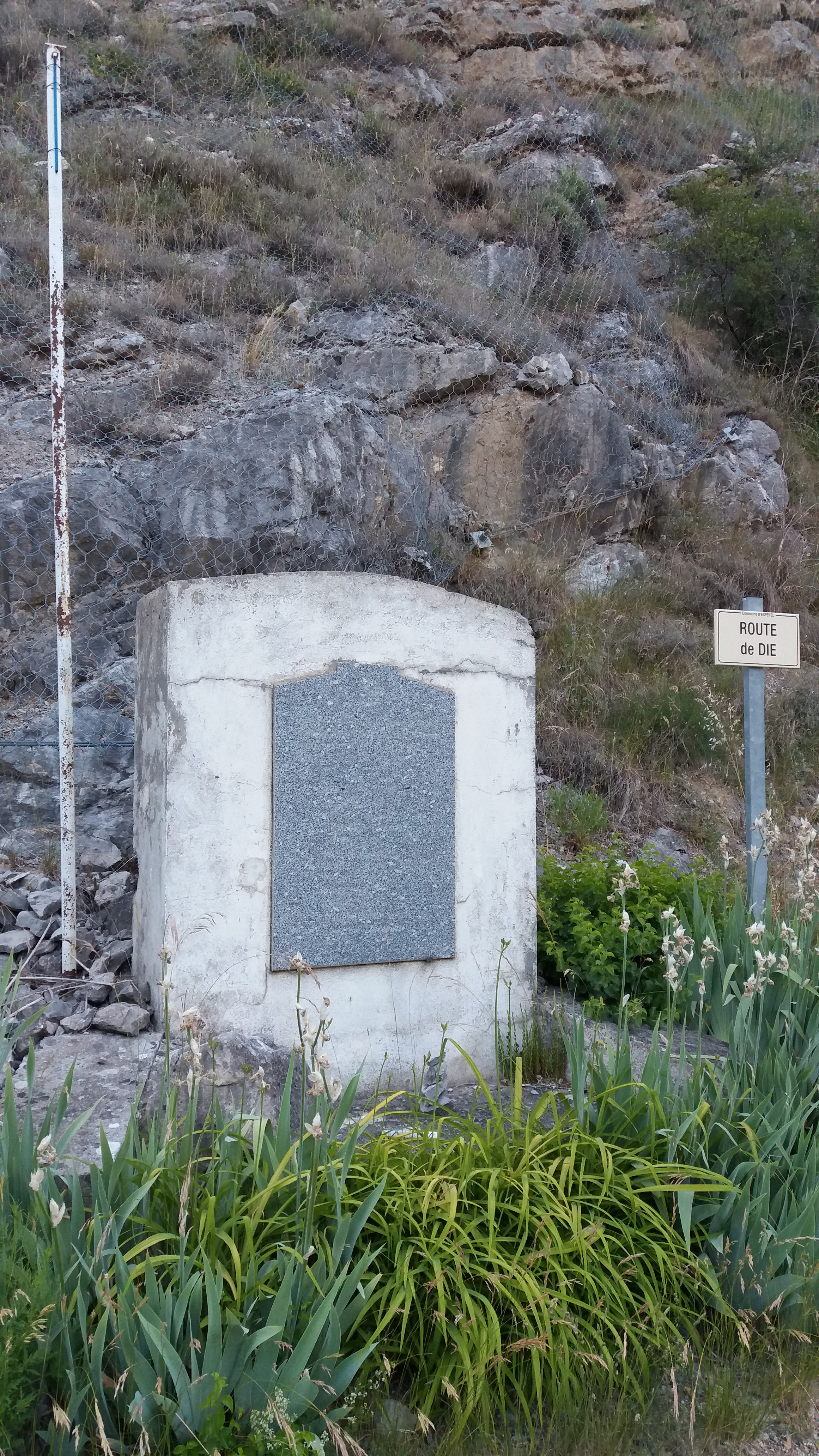
Mémorial de la Compagnie Pons sur la route de Die.

Compris en 1790 dans le canton de Pontaix, Espenel fait partie de celui de Saillans depuis la réorganisation de l'an VIII.

### Époque contemporaine
La gare du Pont-d'Espenel, sur la ligne de Livron à Aspres-sur-Buëch, est desservie par le train de 1898 à 1950, facilitant les déplacements des habitants et le transport des marchandises.
A la fin de la Seconde Guerre mondiale, en 1944, le village est détruit par les troupes allemandes. 
Un mémorial, aujourd'hui peu lisible, rend l'hommage des "Anciens de la Compagnie PONS et du Secteur ... à leurs Camarades tués le 21 juillet 1944 pour la défense du Vercors...".

## Politique et administration

### Rattachements administratifs et électoraux

#### Rattachements administratifs
La commune se trouve dans l'arrondissement de Die du département de la Drôme.
Elle faisait partie depuis 1801 du canton de Saillans. Dans le cadre du redécoupage cantonal de 2014 en France, cette circonscription administrative territoriale a disparu, et le canton n'est plus qu'une circonscription électorale.

#### Rattachements électoraux
Pour les élections départementales, la commune fait partie depuis 2014 du canton du Diois
Pour l'élection des députés, elle fait partie de la troisième circonscription de la Drôme.

### Intercommunalité
Espenel était membre de la communauté de communes du pays de Saillans, un établissement public de coopération intercommunale (EPCI) à fiscalité propre créé fin 2001 et auquel la commune avait transféré un certain nombre de ses compétences, dans les conditions déterminées par le code général des collectivités territoriales.
Conformément aux prescriptions de la loi de réforme des collectivités territoriales du 16 décembre 2010, qui a prévu le renforcement et la simplification des intercommunalités et la constitution de structures intercommunales de grande taille, cette intercommunalité a fusionné avec sa voisine pour former, le 1er janvier 2017, la communauté de communes du Crestois et du pays de Saillans, dont est désormais membre la commune.

### Liste des maires
| Période                                  | Période                    | Identité                   | Étiquette | Qualité      |
| ---------------------------------------- | -------------------------- | -------------------------- | --------- | ------------ |
| Les données manquantes sont à compléter. |                            |                            |           |              |
| août 1996                                | 2020                       | Marie-Christine Darfeuille | PS        | Agricultrice |
| 2020                                     | été 2022                   | Jacques Bonnet             |           | Cadre        |
| août 2022,                               | En cours (au 21 mars 1923) | Damien Marché              |           | Ouvrier      |

## Population et société

### Démographie
L'évolution du nombre d'habitants est connue à travers les recensements de la population effectués dans la commune depuis 1793. Pour les communes de moins de 10 000 habitants, une enquête de recensement portant sur toute la population est réalisée tous les cinq ans, les populations de référence des années intermédiaires étant quant à elles estimées par interpolation ou extrapolation. Pour la commune, le premier recensement exhaustif entrant dans le cadre du nouveau dispositif a été réalisé en 2008.

En 2022, la commune comptait 189 habitants, en évolution de +13,17 % par rapport à 2016 (Drôme : +2,64 %, France hors Mayotte : +2,11 %).
| 1793 | 1800 | 1806 | 1821 | 1831 | 1836 | 1841 | 1846 | 1851 |
| ---- | ---- | ---- | ---- | ---- | ---- | ---- | ---- | ---- |
| 324  | 309  | 371  | 334  | 336  | 350  | 321  | 316  | 320  |

| 1856 | 1861 | 1866 | 1872 | 1876 | 1881 | 1886 | 1891 | 1896 |
| ---- | ---- | ---- | ---- | ---- | ---- | ---- | ---- | ---- |
| 276  | 253  | 295  | 302  | 271  | 272  | 230  | 232  | 247  |

| 1901 | 1906 | 1911 | 1921 | 1926 | 1931 | 1936 | 1946 | 1954 |
| ---- | ---- | ---- | ---- | ---- | ---- | ---- | ---- | ---- |
| 231  | 211  | 198  | 192  | 195  | 189  | 137  | 110  | 124  |

| 1962 | 1968 | 1975 | 1982 | 1990 | 1999 | 2006 | 2008 | 2013 |
| ---- | ---- | ---- | ---- | ---- | ---- | ---- | ---- | ---- |
| 117  | 108  | 92   | 96   | 112  | 119  | 119  | 119  | 147  |

| 2018 | 2022 | - | - | - | - | - | - | - |
| ---- | ---- | - | - | - | - | - | - | - |
| 176  | 189  | - | - | - | - | - | - | - |

### Manifestations culturelles et festivités
- Fête votive : deuxième dimanche d'août[12].

### Sports et loisirs
- Pêche[12].
- Baignade[12].

### Enseignement
La commune d'Espenel, qui dépend de l'académie de Grenoble, ne dispose pas d'école.
Les élèves de la commune doivent se rendre dans les communes voisines de Vercheny ou Saillans.

### Médias
Le territoire de la commune se situe dans l'aire de diffusion de plusieurs médias :
- Presse écrite
  - Le Crestois, hebdomadaire de la vallée de la Drôme.
  - Le Dauphiné libéré, quotidien régional qui consacre, chaque jour, y compris le dimanche, dans son édition de « Valence-Drôme » un ou plusieurs articles à l'actualité du canton et de la commune, ainsi que des informations sur les éventuelles manifestations locales, les travaux routiers, et autres événements divers à caractère local.
  - L'Agriculture Drômoise, journal d'informations agricoles et rurales, couvre l'ensemble du département de la Drôme.
  - Drôme Hebdo (ancien Peuple Libre), hebdomadaire chrétien d'informations.
- Presse audio-visuelle
  - Radio Saint Ferréol est une radio locale émise depuis Crest.
  - Ici Drôme Ardèche est une radio publique diffusée sur son territoire.

## Économie
En 1992 : lavande, noyers, caprins, dindes, vin AOC (Clairette de Die) avec dépôt-vente.

## Culture locale et patrimoine

### Lieux et monuments
- Vieux village : ruelles, voûtes[12].
- Église catholique ruinée[12].
- Temple protestant : abside semi-circulaire[12].

### Patrimoine naturel
- Source des Barcours[12].
- Forêt domaniale[12].

### Personnalités liées à la commune
- Jean Borrel (Johannes Buteo), fils d'un seigneur d'Espenel (1492-1564 ?), religieux antonin à Saint-Antoine-l'Abbaye. Grand mathématicien de la Renaissance, il est célèbre pour ses travaux contre les tenants de la quadrature du cercle (comme Oronce Fine), sur les symboles algébriques, sur les cadenas à combinaison. Il est aussi l'auteur d'un ouvrage sur la structure de l'arche de Noé. Jean Borrel est à l'origine du cadran solaire de Saint-Antoine.

### Héraldique
| Blason de Espenel | Blason  | D'azur au lion d'or; à la barre d'argent brochante et chargée de trois taupes de sable passant dans le sens de la barre. |
| Blason de Espenel | Détails | Le statut officiel du blason reste à déterminer.                                                                         |

## Pour approfondir